# Токтогульский район

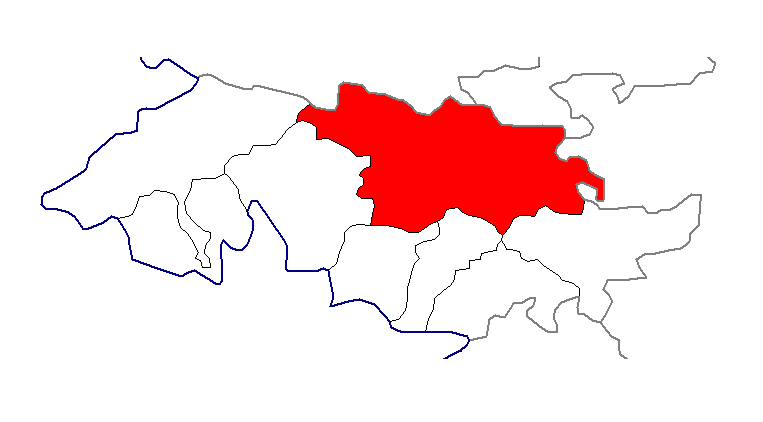

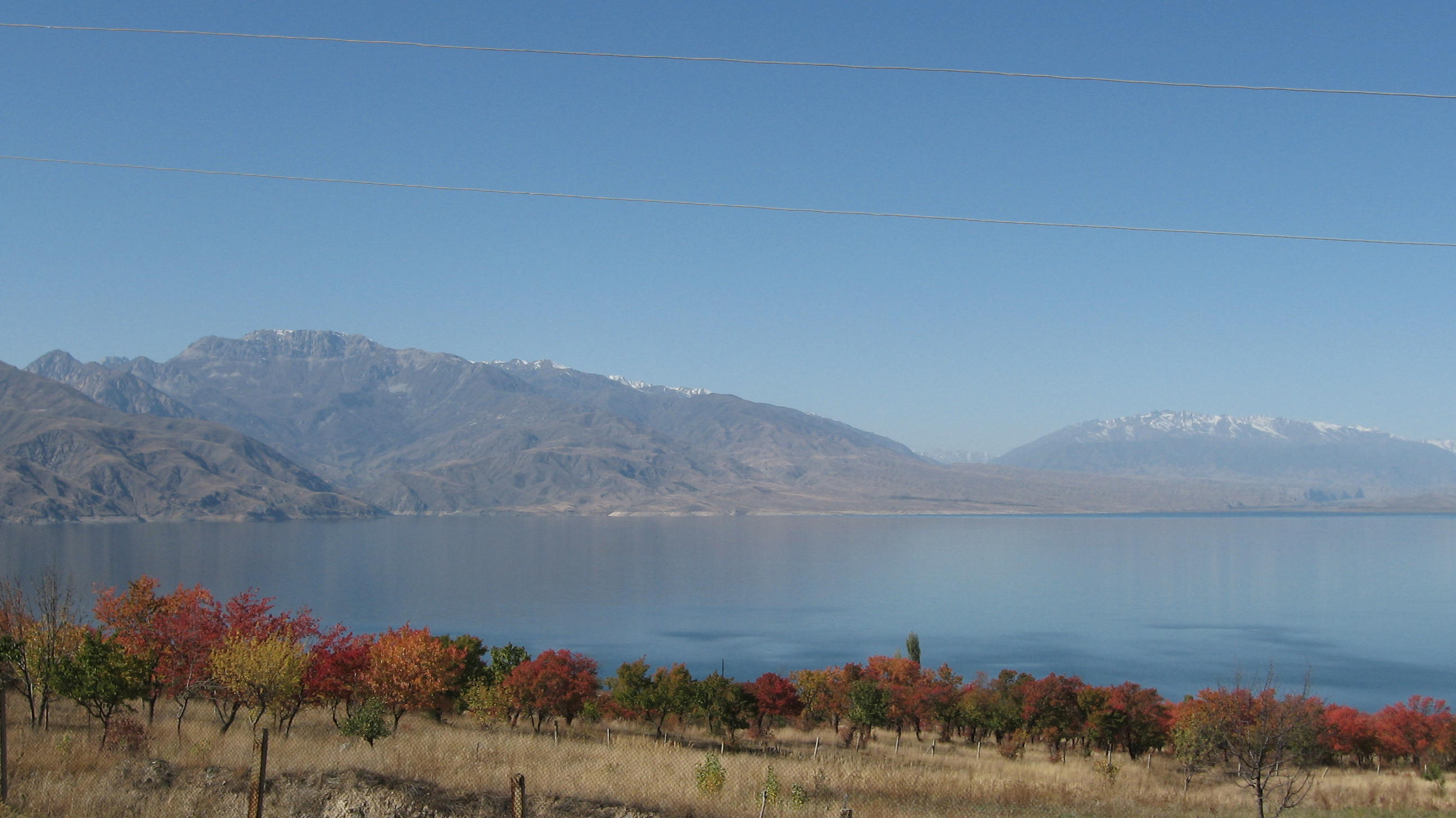
Токтогулское водохранилище

Токтогульский район (кирг. Токтогул району) — административная единица в Джалал-Абадской области Кыргызстана. Образован в 1998 году в результате объединения Уч-Терекского и Токтогульского районов. Административный центр — город Токтогул.

## История
1 сентября 1930 года в составе Киргизской ССР образован Кетмень-Тюбинский район с центром в селе Карасу-Акчий (Акчи-Карасу).
2 сентября 1936 года образован Учтерекский район с центром в селе Учтереке.
26 февраля 1938 года Кетмень-Тюбинский и Учтерекский районы вошли в состав Джалал-Абадского округа.
21 ноября 1939 года Кетмень-Тюбинский и Учтерекский районы вошли в состав Джалал-Абадской области.
7 декабря 1940 года Кетмень-Тюбинский район переименован в Токтогульский район с центром в селе Токтогул.
Приблизительно в 1956 году Учтерекский район был упразднён. 27 января 1959 года упразднена Джалал-Абадская область, а её районы отошли к Ошской области.
В 1960-е годы бывший райцентр Акчи-Карасу затоплен водами Токтогульского водохранилища.
3 сентября 1980 года Токтогульский район отошёл к Таласской области.
5 октября 1988 года Таласская область ликвидирована, а Токтогульский район вошёл в состав Ошской области.
14 декабря 1990 года район вошёл в состав восстановленной Джалал-Абадской области.
7 февраля 1992 года создан Уч-Терекский район.
30 сентября 1998 года Уч-Терекский район объединён с Токтогульским.

## География
Расположен на северо-востоке Джалал-Абадской области на границе с тремя другими областями Кыргызстана (Таласской, Чуйской и Нарынской).
По территории района протекает река Нарын, на которой построено Токтогульское водохранилище.

## Население
По данным переписи населения Кыргызстана за 2009 года, киргизы составляют 85 683 человека из 86 306 жителей района (или 99,3 %), русские — 188 человек или 0,2 %, узбеки — 185 человек или 0,2 %, уйгуры — 145 человек или 0,2 %, другие — 105 человек или 0,1 %.

## Административное деление
В состав района входят 1 город районного значения — Токтогул и 6 аильных (сельских) округов, в которых расположены 48 сельских населённых пунктов:
1. город Токтогул: г. Токтогул (центр)  в составе города с.Джаны-Джол, Арал, Кара-Суу, Комсомол, Бала-Чычкан, Кызыл-Туу;
2. Элмирбек Иманалиевский аильный округ: с. Кызыл-Озгерюш (Кызыл-Өзгөрүш) центр, Ан-Арык, Бель-Кара-Суу, Бууракан, Камыш-Башы, Конур-Огюз, Кош-Таш, Орто-Джон, Чёч-Дёбё, Шайык, Ак-Жар, с. Ничке-Сай, Чоргочу;
3. Кетмень-Дебенский аильный округ: с. Терек-Суу (центр), Чон-Арык, Эшсай, Джаны-Арык, Кырк-Казык, Чолпон-Ата, Ак-Тектир, Балыкты, Кара-Кюнгей, Кушчу-Суу, Мазар-Суу.
4. Сары-Камышский аильный округ: с. Бирлик (центр), Кетерме;
5. Уч-Терекский аильный округ: с. Уч-Терек (центр), Джетиген, Кызыл-Ураан, Саргата, Такталык;
6. Толукский аильный округ: с. Толук (центр), Алмалуу, Ноот, Чаар-Таш;
7. Абды Суеркуловский аильный округ: с. Торкент (центр), Кетерме, Кара-Джыгач,с. Сары-Сегет, Бель-Алды, Коргон.

Примечание: Кара-Куль является городом областного значения Джалал-Абадской области, пгт Кетмен-Тёбё и село Жазы-Кечуу включены в состав города Кара-Куль.